# Rodløs (film fra 2014)
Rodløs er en dansk kortfilm fra 2014, instrueret af Kira Richards Hansen efter manuskript af Signe Søby Bech. Film blev tildelt prisen for bedste Nordiske Kortfilm ved Nordisk Panorama 2014.

## Synopsis
Alex er en 14-årig drengepige, der arbejder på et mekanikerværksted og hænger ud med sine drengevenner. Hun udfordrer grænser og er identitetssøgende. Hendes adfærd provokerer, så der opstår en magtkamp, som får voldsomme konsekvenser for hende. Det tvinger hende til at forholde sig til sig selv på en ny måde.